# En familia con Chabelo
En Familia con Chabelo fue un programa de corte infantil-familiar de la televisión mexicana conducido por Xavier López Rodríguez "Chabelo". Fue transmitido por el Canal 2 de Televisa. Su primera emisión fue el 26 de noviembre de 1967.
El programa En Familia con Chabelo se transmitía en la barra dominical del Canal de las Estrellas con un horario de 7:00 a. m. a 10:00 a. m. siendo un programa con mayor número de rating de cada semana.
Se estrenó por el Canal 2 (actualmente Las Estrellas) el 26 de noviembre de 1967 bajo el nombre de En Familia con EN (su patrocinador fue Editorial Novaro por 5 años), cambió a En Familia con Chabelo en 1972, y finalizó el 20 de diciembre de 2015 después de más de 48 años al aire, siendo temporalmente reemplazado en su espacio por los episodios navideños de los programas El Chavo del 8 y El Chapulín Colorado, así como la película Don Ratón y don Ratero el 27 de diciembre de 2015, en el que a la postre, fuera reemplazado definitivamente por el bloque de películas clásicas mexicanas del Canal de Las Estrellas, conocido como Clásicos para recordar a partir del 3 de enero de 2016 hasta mayo de 2016 con el estreno del programa: ¡Me enseñas y ganamos! con Laura G;el cual no cubrió las expectativas del canal.

## Duración e interrupciones
Desde el 26 de noviembre de 1967 hasta su finalización el 20 de diciembre de 2015 y con un total de 2,463 programas al aire, En Familia con Chabelo se transmitió por 48 años casi de manera ininterrumpida, convirtiéndose en el programa más longevo de la televisión mexicana, título que hasta la fecha aún ostenta. Sin embargo, hubo unas ocasiones donde tuvieron que interrumpir, recortar o hasta incluso no transmitir el programa al aire:
- Por enfermedades y accidentes de Xavier López Rodríguez "Chabelo".
- Transmisiones especiales de los Juegos Olímpicos.
- Las visitas del Papa Juan Pablo II a México.
- El 6 de febrero de 2000, tras el Movimiento estudiantil de la UNAM.
- Durante abril y mayo de 2009 por la pandemia de la enfermedad del contagio de la Influenza H1N1 (debido a que no hubo público a consecuencia de dicha pandemia). Como consecuencia, los domingos 26 de abril, 3 y 10 de mayo de 2009, se retransmitieron en su lugar episodios de años anteriores como un especial del programa.
- El homenaje a Chespirito y la transmisión del programa América Celebra a Chespirito, ocurrido el 11 de marzo de 2012, el cual, como consecuencia, el programa En Familia con Chabelo tuvo una transmisión especial por 2 horas ese domingo (de 7:00 a 9:00 a. m.).[13]
- El 25 de marzo de 2012, tras la visita del Papa Benedicto XVI a México.
- El 1 de julio de 2012, debido a las Elecciones presidenciales de 2012 en México.[14]
- Transmisión de la Copa Mundial de Fútbol Brasil 2014 (necesariamente cuando la Selección Mexicana participaba en un partido de la Copa Mundial), el cual el 29 de junio de 2014 no fue transmitido el programa dominical por la transmisión del partido México vs Holanda dentro de dicha copa mundial comenzado a las 10:00 a. m. En su lugar, se emitió en su espacio el programa de revista matutina Hoy Mundialista con un horario de las 8:00 a. m. a las 10:00 a. m.[15][16]

## Secciones
Durante sus 48 años al aire, el programa En Familia con Chabelo fue estructurado de la siguiente manera:
- Justamente al iniciar el programa, la lista de asistencia por parte de Jorge Alberto Aguilera.
- Alguna pieza musical de apertura interpretado por Xavier López Rodríguez "Chabelo".[18]
- El juego de los dados, siempre concursado por el propio Chabelo contra Jorge Alberto Aguilera y con la participación del público asistente.
- El juego de las preguntas, ya sea por dos concursantes o por el público.
- Juegos de concursos infantiles siempre patrocinados por alguna marca en especial (La Escalera Loca, concursos de preguntas, carreras de relevo, juego de fútbol, entre otros).[19]
- Los Cuates de Provincia/Los Cuates de América: Sección conducida por Jorge Alberto Aguilera, el cual constaba de un juego de completar la letra en pantalla electrónica, ya sea de una marca patrocinadora o del mismo nombre del programa, esto siempre realizado vía telefónica con un participante, ya sea proveniente del interior de la República Mexicana o dentro del continente americano, cuyo premio al ganador era siempre dinero en efectivo ($1,000.00 MXN o más en la sección de los Cuates de Provincia y $100.00 USD o más en el caso de la sección de los Cuates de América).[20][21]
- Invitado especial, el cual podía ser un cantante que interpreta una canción o un animador cómico qué realizaba su espectáculo dentro del programa.
- Las puntadas de los chiquillos y las chiquillas (2006)/Sonrisas en Familia (2011), que constaba de segmentos en forma de sketches cómicos interpretados por niñas y niños de aquel entonces y a veces por actores adultos y el propio Chabelo. Estos eran transmitidos ya sea antes de algún corte comercial, cuando finalizaba alguna sección de los Cuates de la Provincia/América, o bien cuando finalizaba en su totalidad algún juego o concurso del programa.
- Presentaciones de productos antes de cada juego o concurso (patrocinios).
- La Catafixia: Sección final del programa que constaba de un concurso entre tres participantes presentes en el programa que fueron sorteados y seleccionados antes del penúltimo corte comercial del programa, que en algún juego o concurso hayan ganado el primer lugar, cuando los participantes tenían que escoger entre un premio u otro, a lo cual Chabelo les invitaba a cada uno de los tres participantes seleccionados si quedarse con los regalos ya ganados en algún concurso o devolverlos y entrar a la ‘Catafixia’, siempre con el riesgo de mejorar o empeorar su premio a través de tres opciones en forma de pequeños telones, cuyos premios para mejorar consistían en salas, recámaras, comedores, televisores y colchones, todos ellos mayoritariamente patrocinados por la mueblería capitalina Muebles Troncoso, mientras que la tercera opción, frecuentemente eran regalos de broma, tales como un guajolote vivo para las fiestas decembrinas, la mochila gigante en el regreso a clases, un caldero o una persona disfrazada ya sea de cupido o de futbolista, entre otros.[22][23][24]
- Alguna pieza musical de cierre interpretado por Xavier López Rodríguez "Chabelo".
- Despedida del programa, por parte de Chabelo junto con sus colaboradores.

## Conductores y colaboradores
- Xavier López Rodríguez 'Chabelo' (1967-2015)
- Jorge Alberto Aguilera (1990-2015)[25][26]
- Eugenio Derbez[27][28][29]
- Ernesto Laguardia
- Verónica Castro (1968-1974)[30][31]
- Francisco Suárez 'El Mago Frank'

- Músicos del programa:
  - Ángel Jalili Lira
  - Pepe Torres[32]

- Los Cuates de Chabelo (edecanes):
  - Odemaris Ruiz[33][34]
  - Viviana
  - César
  - Lalo
  - Toñito
  - Ferko
  - Karla Bernal 
  - Charly
  - Araceli Rangel 
  - Paulina Florencia

## Patrocinadores
Durante las transmisiones del programa hubo varios patrocinadores que participaron al aire. La Editorial Novaro fue el primer patrocinador que estuvo presente en las transmisiones del programa en los primeros años y de hecho por el patrocinio de Novaro, el programa se llamaba originalmente En Familia con "EN", utilizando la siglas de la editorial. A lo largo de los años más patrocinadores le darían la confianza a Xavier López Rodríguez "Chabelo" para promocionar y dar regalos de sus productos en sus concursos que presentaba en cada transmisión, de los que destacan:
- Sabritas
- Sonric's
- Muebles Troncoso
- Inglés Sin Barreras
- El Mundo de Inglés de Disney
- Duvalín
- Zapatos Chabelo
- Zapatos Coqueta y Audaz
- Bubble Gummers
- Tutsi Pop
- Marinela
- Tía Rosa
- Yoplait
- Bimbo
- Barcel
- Nestlé
- Gamesa
- Yakult
- Salchichas Fud
- Paletón
- Triciclos Apache
- Bicicletas Vagabundo
- Carro Deslizador Avalancha
- Nesquik
- Chocomilk
- Ferrero Rocher
- Avena Quaker
- Selz Soda
- Chipileta Anáhuac
- Paleta Mini Reloj
- Ricolino
- AC Delco
- Dulces Montes
- Mazapán de la Rosa
- Skittles
- M&M's
- Snickers
- Kellogg's
- Hershey's
- Danone
- Helados Holanda
- Audiotech
- Frutsi
- Dulces Vero
- Hermanos Vázquez
- Pascual Boing
- Pelon Pelo Rico
- Chaparritas
- Pepsi
- Sprite
- Fanta
- Dr. Pepper
- Jumex
- Herdez
- La Costeña
- Leche Lala
- Coca-Cola
- Jarritos
- Sidral Mundet
- Maruchan
- Salsa Valentina
- Sopas Nissin
- Jugos del Valle
- Kool-Aid
- Harmon Hall
- McCormick
- Hellmann's
- Smuckers
- Vips
- McDonald's
- Burger King
- Burger Boy
- Pizza Hut
- Domino's Pizza
- Soriana
- Bodega Aurrera
- Comercial Mexicana
- Chedraui
- Coppel
- Supermercados Gigante
- El Palacio de Hierro
- Apoyo Económico
- Agua Inmaculada
- Chenson
- Muebles B&B Hogar
- Muebles K2
- Yo-yos y Trompos Duncan
- Oxxo
- Hasbro
- Mattel
- Lili Ledy
- Juguetes Mi Alegría
- Juguetes Ensueño
- Pipo Gestitos
- Power Wheels
- Cabbage Patch Kids
- Nucita Nutresa
- Bon o Bon Arcor
- Sapito Arcor
- Nikolo Arcor

## Premiación
Tanto el propio Chabelo como el programa En Familia con Chabelo tuvieron varios reconocimientos y premios:
- Durante la transmisión del programa en 2012 recibió un Homenaje por sus 2,300 programas emitidos al aire.[38]
- Asimismo el programa tiene un Récord Guinness por la mayor trayectoria de un programa de corte infantil y familiar  durante 44 años.[39]
- El 18 de enero de 2015, como un especial del programa, se emitió el episodio 2,400, el cual se develó una placa conmemorativa por parte del entonces presidente de Televisa Internacional Pepe Bastón, esto por la grabación y emisión de 2,400 programas al aire en ese momento.[40][41]

## Final del programa
Fue el 27 de noviembre del 2015 cuando Xavier López Rodríguez "Chabelo" dio a conocer a través de sus redes sociales que el programa terminaría sus emisiones el 20 de diciembre de 2015, esto derivado a los cambios de la programación del Canal de las Estrellas en ese entonces. Incluso, el último episodio del programa también llegó a ser emitido en los Estados Unidos a través de la cadena Galavisión (cadena de televisión de habla hispana propiedad de Univisión), el cual se transmitió una semana después de su emisión en México, el 27 de diciembre de 2015.
El último episodio superó el rating incluso de programas anteriores. En la emisión estuvieron varios grandes invitados, entre ellos Jorge Ortiz de Pinedo y Yuri quien dedicó una canción y unas frases al conductor; además contó con la asistencia de Emilio Azcárraga Jean, presidente de Grupo Televisa y por último, se recibió una carta del expresidente de la República Enrique Peña Nieto.

## Carta del expresidente Peña Nieto a Chabelo
Durante la emisión del último episodio del programa después de 48 años estando al aire, el entonces presidente de la República Mexicana Enrique Peña Nieto, le mandó una carta a Chabelo expresando sus felicitaciones por 48 años del programa y lamentó que el programa haya llegado a su fin.
"Hoy termina una etapa emblemática de la televisión mexicana, en la que su icónico personaje llevó diversión a los hogares de México". Fragmento de la carta enviada a Xavier López

## Transmisiones especiales

### Homenaje póstumo especial
Tras el fallecimiento de Xavier López Rodríguez "Chabelo" el 25 de marzo de 2023,
Televisa anuncio en sus redes sociales que el 26 de marzo de 2023 se transmitiría programación del actor y comediante, entre ellos la retransmisión del programa En Familia con Chabelo con un horario de 8:00 a. m. a 11:00 a. m. por el canal de señal abierta Las Estrellas, tanto en la señal mexicana como en la internacional, y también emitido simultáneamente por su canal hermano Distrito Comedia en televisión por cable, siendo retransmitido el episodio emitido originalmente el 5 de marzo de 2006.

### Especial del Día del Niño
En las redes sociales del canal Las Estrellas se dio a conocer que el 30 de abril de 2023, con motivo del Día del Niño en México y también como segundo homenaje póstumo al actor y comediante, en su programación dominical se transmitiría el programa En Familia con Chabelo nuevamente en el horario de 8:00 a. m. a 11:00 a. m., cuyo episodio retransmitido fue el emitido originalmente el 9 de julio de 2006.
Antes de la retransmisión del programa En Familia con Chabelo, a las 6:00 a. m. se transmitió una película de la Chilindrina denominada La Chilindrina en apuros, película en la que también participó Chabelo y junto a ello, se transmitió el especial Los Cuates de Chabelo (emitido originalmente el 5 de junio de 1999) así como la película mexicana Chabelo y Pepito contra los monstruos.
A diferencia del primer homenaje póstumo, este especial fue únicamente emitido en la señal mexicana y no en la señal internacional.